# نیوشا مانسیلا
نیوشا کارمن مانسیلا هردیا (زاده ۱۹ ژانویه ۱۹۷۱ در کوچابامبا) دوندهٔ سابق مسافت‌های میانی و بلند اهل بولیوی است. او رکوردهای بولیوی را از ۸۰۰ متر تا ۱۵ کیلومتر در اختیار دارد، همچنین دوی ۳۰۰۰ متر با مانع.
او برنده دو مدال نقره آمریکای جنوبی در ۱۵۰۰ متر است و سه بار در مسابقات دو و میدانی داخل سالن جهان در این مسافت شرکت کرد. او مدال‌های پیست مسافت میانی را در مسابقات قهرمانی ایبرو-آمریکایی در دو و میدانی در دوره‌های ۲۰۰۰ و ۲۰۰۲ به دست آورد. در بازی‌های بولیواری ۲۰۰۱ سه مدال طلا و دو رکورد ملی به دست آورد. او همچنین نمایندهٔ بولیوی در مسابقات قهرمانی کراس کانتری جهانی IAAF در سال ۲۰۰۰ و بازی‌های پان امریکن ۲۰۰۳ بود.

## حرفه
مانسیلا از سنین جوانی شروع به رقابت در مسابقات مسافت میانی کرد و برندهٔ مدال برنز ۸۰۰ متر در مسابقات قهرمانی جوانان آمریکای جنوبی در دو و میدانی در سال ۱۹۸۴ بود. او اولین حضور جهانی خود را در مسابقات قهرمانی نوجوانان جهان در سال ۱۹۸۶ انجام داد و در مسابقات ۸۰۰ متر و ۴۰۰ متر با مانع شرکت کرد؛ قبل از رفتن به قهرمانی دو و میدانی در ۸۰۰ متر که مدال نقرهٔ مسابقات قهرمانی جوانان آمریکای جنوبی در دو و میدانی ۱۹۸۶ کسب کرد. سپس در مسابقات قهرمانی نوجوانان آمریکای جنوبی در دو و میدانی، او در سال‌های ۱۹۸۷ و ۱۹۸۸ چهارم شد، در سال ۱۹۸۹ پنجم شد.
اولین بازی مانسیلا در بزرگسالان در مسابقات قهرمانی داخل سالن جهانی IAAF در سال ۱۹۹۷ انجام شد، جایی که او در مرحلهٔ ۱۵۰۰ متر دوید. در فصل خارج از خانه، او اولین مدال بزرگ بزرگسالان خود را به دست آورد، مدال نقره در دوی بیش از ۱۵۰۰ متر در مسابقات قهرمانی دو و میدانی آمریکای جنوبی سال ۱۹۹۷. او همچنین برندهٔ مدال برنز بازی‌های بولیواری ۱۹۹۷ بود. اولین مدال ۸۰۰ متر او در بازی‌های آمریکای جنوبی ۱۹۹۸ به دست آمد، جایی که او با زمان ۲:۰۷٫۸۵ دقیقه، نایب قهرمان شد. در مسابقات قهرمانی داخل سالن جهانی ۱۹۹۹، او رکورد بولیوی در ۱۵۰۰ متر داخل سالن را به نام خود ثبت کرد، با ۴:۲۰٫۱۶ دقیقه.اولین مدال او در رشتهٔ دوی کراس کانتری نیز در همان سال به دست آمد زمانی که او در مسابقات قهرمانی کراس کانتری آمریکای جنوبی در مسابقهٔ کوتاه، مقابل اریکا اولیورا از شیلی نایب قهرمان شد.این باعث شد که او در مسابقات قهرمانی کراس کانتری جهانی IAAF در سال ۲۰۰۰ شرکت کند و در مجموع به رتبهٔ ۸۲ رسید.
در سال ۲۰۰۰، دوندگی ۱۶:۱۴٫۰۳ دقیقه‌ای او، یک رکورد بولیوی برای ۵۰۰۰ متر بود و او برندهٔ مدال برنز ۱۵۰۰ متر در مسابقات قهرمانی ایبرو-آمریکایی آن سال بود.بهترین عملکرد او در سال بعد همگی در بازی‌های بولیواری ۲۰۰۱ بود؛ جایی که او یک رفت و برگشت مدال طلا را در ۸۰۰ متر به پایان رساند، و ۱۵۰۰ متر و دو ۳۰۰۰ متر بامانع. زمان ۸۰۰ متر او ۲:۰۳٫۹۸ دقیقه بود و زمان دو با مانع ۱۰:۴۰٫۷ دقیقه که هر دو رکورد بولیوی بودند. مانسیلا در مسابقات قهرمانی ایبرو-آمریکایی در سال ۲۰۰۲ در دو و میدانی در گواتمالا سیتی مدال‌های متعددی کسب کرد و مدال‌های برنز ۸۰۰ متر و نقره ۱۵۰۰ متر را به دست آورد. او در تابستان آن سال در پیست اسپانیا مسابقه داد و ۱۵۰۰ متر را با زمان ۴:۱۷٫۹۱ دقیقه در
سان سباستیان دوید و رکورد ملی ۳۰۰۰ متر را با ۹:۱۶٫۰۳ دقیقه در سویل دوید. علاوه بر این، او در ماه اکتبر در بولیوی رکورد جاده‌ای ۱۵ کیلومتری را ۵۲:۴۵ دقیقه دوید.
او یک رکورد ۳۰۰۰ متر داخل سالن را ۹:۳۵٫۱ دقیقه در فوریه بعد در ساراگوسا دوید. در اواخر همان سال، او بهترین عملکرد خود را در ۱۵۰۰ متر داشت و رکورد ملی خود را بیش از یک ثانیه با دویدن ۴:۱۶٫۶۴ دقیقه در سویل بهبود بخشید. در مسابقات قهرمانی دو و میدانی آمریکای جنوبی در سال ۲۰۰۳، مانسیلا دومین و آخرین مدال قاره‌ای پیست خود را با نایب قهرمانی در ۱۵۰۰ متر به دست آورد (او همچنین در ۸۰۰ متر چهارم شد). او همچنین در سال ۲۰۰۳ در بازی‌های پان آمریکا شرکت کرد، اما در فینال ۱۵۰۰ متر به پایان نرسید. او در سومین حضور جهانی خود در مسابقات قهرمانی داخل سالن جهانی IAAF در سال ۲۰۰۴ شرکت کرد، اما به پایان نرسید.او بهترین رکورد غیررسمی ۲۰۰۰ متر آمریکای جنوبی را با ۵:۵۹٫۹۶ دقیقه در رقابتی در ریواس-واثیامادرید ثبت کرد و در مسابقات قهرمانی ایبرو-آمریکایی ۲۰۰۶ در دو و میدانی در اوئلوا در اواخر همان فصل شرکت کرد، در ۱۵۰۰ متر چهارم شد، در دوی ۳۰۰۰ متر در جایگاه ششم قرار گرفت. او در ماه نوامبر رکورد بولیوی را در مسابقات جاده ای 10K به ثبت رساند و با زمان ۳۴:۰۱ دقیقه در مادرید دوید. او از سال ۲۰۰۴ تا ۲۰۰۸ در مسابقات سطح پایین اسپانیا به رقابت ادامه داد، اما پس از آن بازنشسته شد.

## دستاوردها
| سال  | مسابقه                               | محل برگزاری                    | مقام     | رویداد           | توضیحات        |
| ---- | ------------------------------------ | ------------------------------ | -------- | ---------------- | -------------- |
| ۱۹۸۴ | مسابقات قهرمانی جوانان آمریکای جنوبی | تاریخا، بولیوی                 | ۳ام      | ۸۰۰ متر          | ۲:۲۴٫۸ دقیقه A |
| ۱۹۸۶ | مسابقات قهرمانی نوجوانان جهان        | آتن، یونان                     | ۳۸ام (h) | ۸۰۰ متر          | ۲:۲۱٫۱۰        |
| ۱۹۸۶ | مسابقات قهرمانی نوجوانان جهان        | آتن، یونان                     | ۲۱ام (h) | ۴۰۰ متر موانع    | ۶۶٫۸۸          |
| ۱۹۸۶ | مسابقات قهرمانی جوانان آمریکای جنوبی | کومودورو ریواداویا، آرژانتین   | ۷ام      | ۴۰۰ متر          | ۶۰٫۳۷          |
| ۱۹۸۶ | مسابقات قهرمانی جوانان آمریکای جنوبی | کومودورو ریواداویا، آرژانتین   | ۲ام      | ۸۰۰ متر          | ۲:۱۹٫۱۸        |
| ۱۹۹۰ | بازی‌های آمریکای جنوبی                | لیما، پرو                      | ۳ام      | ۱۵۰۰ متر         | ۴:۳۷٫۴         |
| ۱۹۹۱ | مسابقات قهرمانی آمریکای جنوبی        | مانائوس، برزیل                 | ۱۰ام     | ۸۰۰ متر          | ۲:۱۴٫۵۰        |
| ۱۹۹۱ | مسابقات قهرمانی آمریکای جنوبی        | مانائوس، برزیل                 | ۶ام      | ۱۵۰۰ متر         | ۴:۳۸٫۸۶        |
| ۱۹۹۱ | بازی‌های پان آمریکا                   | هاوانا، کوبا                   | ۱۲ام (h) | ۸۰۰ متر          | ۲:۱۳٫۲۱        |
| ۱۹۹۱ | بازی‌های پان آمریکا                   | هاوانا، کوبا                   | ۱۲ام     | ۱۵۰۰ متر         | ۴:۴۴٫۹۰        |
| ۱۹۹۷ | مسابقات جهانی داخل سالن              | پاریس، فرانسه                  | ۱۷ام (h) | ۱۵۰۰ متر         | ۱۹۹۷ ۴:۲۸٫۷۰   |
| ۱۹۹۷ | مسابقات قهرمانی آمریکای جنوبی        | مار دل پلاتا، آرژانتین         | ۴ام      | ۸۰۰ متر          | ۲:۱۰٫۲۸        |
| ۱۹۹۷ | مسابقات قهرمانی آمریکای جنوبی        | مار دل پلاتا، آرژانتین         | ۲ام      | ۱۵۰۰ متر         | ۴:۳۴٫۹۰        |
| ۱۹۹۷ | بازی‌های بولیواری                     | ارکیپا، پرو                    | ۳ام      | ۱۵۰۰ متر         | ۴:۳۳٫۳ A       |
| ۱۹۹۸ | بازی‌های آمریکای جنوبی                | کوانکا، اکوادور                | ۲ام      | ۸۰۰ متر          | ۲:۰۷٫۸۵        |
| ۱۹۹۸ | بازی‌های آمریکای جنوبی                | کوانکا، اکوادور                | ۲لم      | ۱۵۰۰ متر         | ۴:۲۵٫۴۲        |
| ۱۹۹۸ | بازی‌های آمریکای جنوبی                | کوانکا، اکوادور                | ۳ام      | ۵۰۰۰ متر         | ۱۷:۱۷٫۹        |
| ۱۹۹۹ | مسابقات جهانی داخل سالن              | مائه‌باشی، گونما، ژاپن          | ۱۴ام (h) | ۱۵۰۰ متر         | ۴:۲۰٫۱۶        |
| ۱۹۹۹ | بازی‌های پان آمریکا                   | وینیپگ، کانادا                 | ۱۲ام (h) | ۸۰۰ متر          | ۲:۰۹٫۹۱        |
| ۱۹۹۹ | بازی‌های پان آمریکا                   | وینیپگ، کانادا                 | ۹ام      | ۱۵۰۰ متر         | ۴:۲۶٫۷۱        |
| ۲۰۰۰ | مسابقات قهرمانی ایبرو-آمریکایی       | ریو دو ژانیرو، برزیل           | ۳ام      | ۱۵۰۰ متر         | ۴:۲۰٫۰۲        |
| ۲۰۰۱ | بازی‌های بولیواری                     | آمباتو، اکوادور                | ۱ام      | ۸۰۰ متر          | ۲:۰۳٫۹۸ A      |
| ۲۰۰۱ | بازی‌های بولیواری                     | آمباتو، اکوادور                | ۱ام      | ۱۵۰۰ متر         | 4:22.6 A       |
| ۲۰۰۱ | بازی‌های بولیواری                     | آمباتو، اکوادور                | ۱ام      | ۳۰۰۰ متر s'chase | ۱۰:۴۰٫۷ A      |
| ۲۰۰۲ | مسابقات قهرمانی ایبرو-آمریکایی       | گواتمالاسیتی، گواتمالا         | ۳ام      | ۸۰۰ متر          | ۲:۰۸٫۵۳        |
| ۲۰۰۲ | مسابقات قهرمانی ایبرو-آمریکایی       | گواتمالاسیتی، گواتمالا         | ۲ام      | ۱۵۰۰ متر         | ۴:۲۵٫۲۵        |
| ۲۰۰۳ | مسابقات قهرمانی آمریکای جنوبی        | بارکیسیمتو، ونزوئلا            | ۴ام      | ۸۰۰ متر          | ۲:۰۷٫۶۳        |
| ۲۰۰۳ | مسابقات قهرمانی آمریکای جنوبی        | بارکیسیمتو، ونزوئلا            | ۲ام      | ۱۵۰۰ متر         | ۴:۲۱٫۵۴        |
| ۲۰۰۳ | بازی‌های پان آمریکا                   | سانتو دومینگو، جمهوری دومینیکن | –        | ۱۵۰۰ متر         | DNF            |
| ۲۰۰۴ | مسابقات جهانی داخل سالن              | بوداپست، مجارستان              | –        | ۱۵۰۰ متر         | DNF            |
| ۲۰۰۴ | مسابقات قهرمانی ایبرو-آمریکایی       | اوئلوا، اسپانیا                | ۴ام      | ۱۵۰۰ متر         | ۴:۲۱٫۵۲        |
| ۲۰۰۴ | مسابقات قهرمانی ایبرو-آمریکایی       | اوئلوا، اسپانیا                | ۶ام      | ۳۰۰۰ متر         | ۹٫۲۸٫۷۰        |